# Conophorus pusilla
Conophorus pusilla är en tvåvingeart som först beskrevs av Friedrich Hermann Loew 1869.  Conophorus pusilla ingår i släktet Conophorus och familjen svävflugor. Inga underarter finns listade i Catalogue of Life.